# Mikko Hietanen
Mikko Hietanen (* 22. September 1911 in Uusikirkko; † 3. Februar 1999 in Laukaa) war ein finnischer Marathonläufer. Der 1,68 m große und in seiner Wettkampfzeit 55 kg schwere Läufer war 1946 der dritte Europameister im Marathonlauf. Auf Unterdistanzen lief er fünf Weltrekorde.
Bei den Europameisterschaften 1946 in Oslo gewann Hietanen in 2:24:55 h auf einer allerdings nur 40,2 km langen Strecke. Hietanen war damit bei den dritten Europameisterschaften der dritte finnische Marathonsieger nach Armas Toivonen und Väinö Muinonen. Muinonen wurde im Alter von 47 Jahren in Oslo Zweiter hinter Hietanen. Nahezu gleichzeitig gewannen auf der gleichen Bahn, allerdings in entgegengesetzter Richtung laufend, Viljo Heino und Helge Perälä den 10.000-Meter-Lauf. Finnland gewann damit am 22. August 1946 innerhalb von wenigen Minuten je zweimal Gold und Silber auf den langen Laufstrecken.
Hietanen lief 1943 seinen ersten Marathon. 1945 bis 1948 war er finnischer Meister. 1946 gewann er den traditionsreichen Marathonlauf in Košice. 1947 wurde er Zweiter im Boston-Marathon, wo er mit 2:29:39 h seine schnellste reguläre Zeit lief. Bei den Olympischen Spielen 1948 in London gab er verletzt auf. Vier Jahre später bei den Olympischen Spielen 1952 in Helsinki wurde er vor heimischem Publikum 17. in 2:34:01 h. Mit 50 Jahren lief er noch 2:44:58 h und seinen letzten Marathonlauf absolvierte er mit über 70 Jahren.

## Weltrekorde
| Disziplin    | Leistung    | Datum              | Ort                 |
| ------------ | ----------- | ------------------ | ------------------- |
| 15 Meilen    | 1:18:48,0 h | 20. August 1947    | Kuopio, Finnland    |
| 15 Meilen    | 1:17:28,6 h | 23. Mai 1948       | Kokkola, Finnland   |
| 25.000 Meter | 1:20:14,0 h | 23. Mai 1948       | Kokkola, Finnland   |
| 30 Kilometer | 1:40:49,8 h | 28. September 1947 | Jyväskylä, Finnland |
| 30 Kilometer | 1:40:46,4 h | 20. Juni 1948      | Jyväskylä, Finnland |